# Gymnoscelis transapicalis
Gymnoscelis transapicalis là một loài bướm đêm trong họ Geometridae.